# Jacobus Bellamy
Jacobus Bellamy (of Bellami), pseudoniem Zelandus (Vlissingen, 12 november 1757 - Utrecht, 11 maart 1786) was een Nederlands dichter. Een van zijn bekendste werken is Roosje.

## Biografie
Jacobus Bellamy was een zoon van de chercher Jacques Bellami jr. en Sara Hoefnagel. Zijn vader overleed al toen Jacobus 4 jaar was. Zijn in Zwitserland geboren grootvader Jacques Bellami sr. kwam vervolgens bij het gezin inwonen. Vanaf zijn twaalfde moest Jacobus mede de kost verdienen als bakkersknecht. Tijdens dit werk, dat hem meer en meer tegen begon te staan, begon hij een voorliefde te ontwikkelen voor dichten. Zijn grote voorbeelden uit die tijd waren Joannes Antonides, Jakob Zeeus en Hubert Kornelisz. Poot. Het dichten gaf hem troost tijdens zijn sombere momenten.
In 1777 beval dominee Jona Willem te Water hem aan bij een dichtgenootschap. Niet veel later werd Jacobus verliefd op zijn Francina - Fransje (of Fillis) - Baane. Zij verloofde zich echter in 1779 met een ander. In datzelfde jaar werd hij, met steun van dominee Te Water toegelaten tot de predikantenopleiding en werd hij lid van het Haagse dichtgenootschap "Kunstliefde spaart geen vlijt". Hier ontwikkelde hij zijn dichttheorie dat losheid, waarheid en natuur voorwaarden zijn voor de totstandkoming van kunst. Zijn dichtkunst werd anakreontisch van vorm.

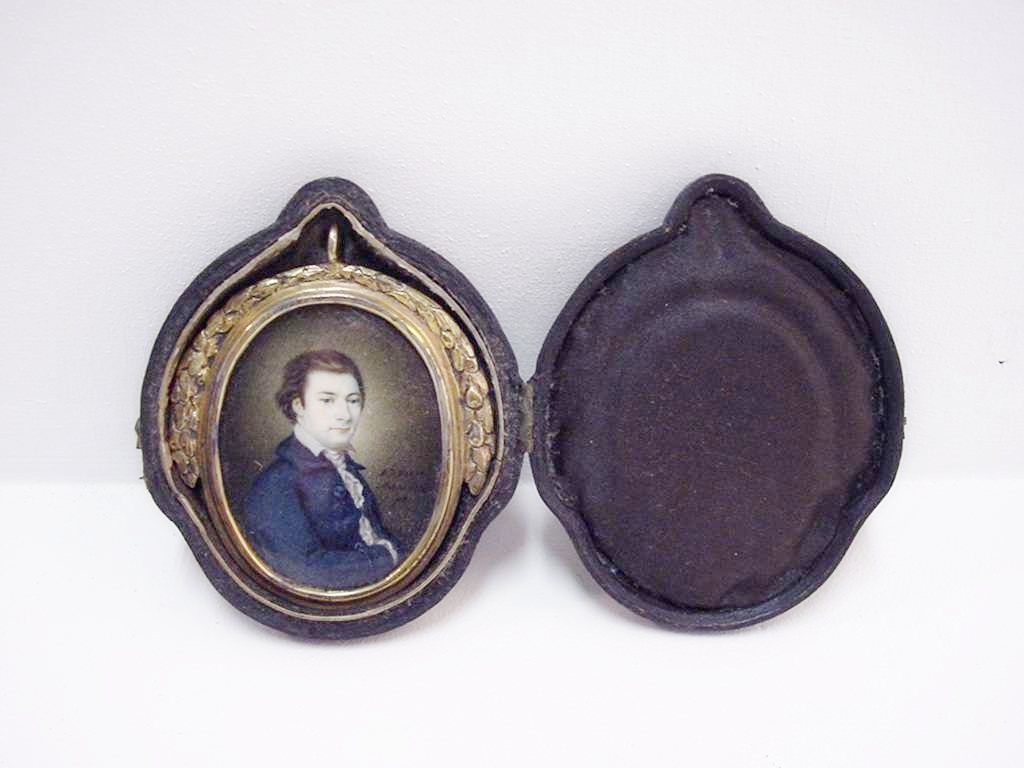
Portret van Bellamy door Antoine Jan van Mansvelt. Collectie: Zeeuws maritiem muZEEum.

In 1780 stierf de verloofde van Francina Baane. Daarna verloofden Francina en Jacobus zich in het geheim. Toen het uitkwam, verbood Francina's moeder dat ze elkaar nog zouden zien. In de jaren die volgden, zouden ze elkaar alleen heimelijk ontmoeten bij een wederzijdse vriendin. Deze tijd was een grote inspiratiebron voor Bellamy. In 1784 werd hij erkend als dichter en accepteerde zijn schoonmoeder de verloving.
Aan het einde van 1781, na twee jaar privélessen van rector Didericus van Cruysselbergen, werd Jacobus toegelaten op de Universiteit van Utrecht. Dominee Te Water was inmiddels overleden en vanaf dat moment kwam de financiële steun van Nicolaas Cornelis Lambrechtsen. In Utrecht wist hij in 1782 zijn eerste dichtbundel te laten uitgeven onder de titel Gezangen mijner jeugd.

### De Patriot
Voor zijn eerste dichtbundel verscheen in 1781 een vers van zijn hand in het patriotse weekblad Post van den Neder-Rhijn, onder zijn patriottistische schuilnaam Zelandus. Hij raakt onder de invloed van Joannes Petrus Kleyn en ging zich toeleggen op volksdichtkunst en het uitdragen van zijn vaderlandse en onafhankelijkheidsgevoelens. Bij uitgever Jan Martinus van Vloten gaf hij in de periode juni 1782 tot december 1783 een negental verzen uit in die bijna allemaal in de Post van den Neder-Rhijn verschenen. In 1783 werden deze verzen verzameld in één bundel, zijn tweede officiële uitgave, Vaderlandsche gezangen van Zelandus. Hij had een kamer gehuurd in hetzelfde pand als Quint Ondaatje in de Lange Nieuwstraat.

### Zijn eigen weg

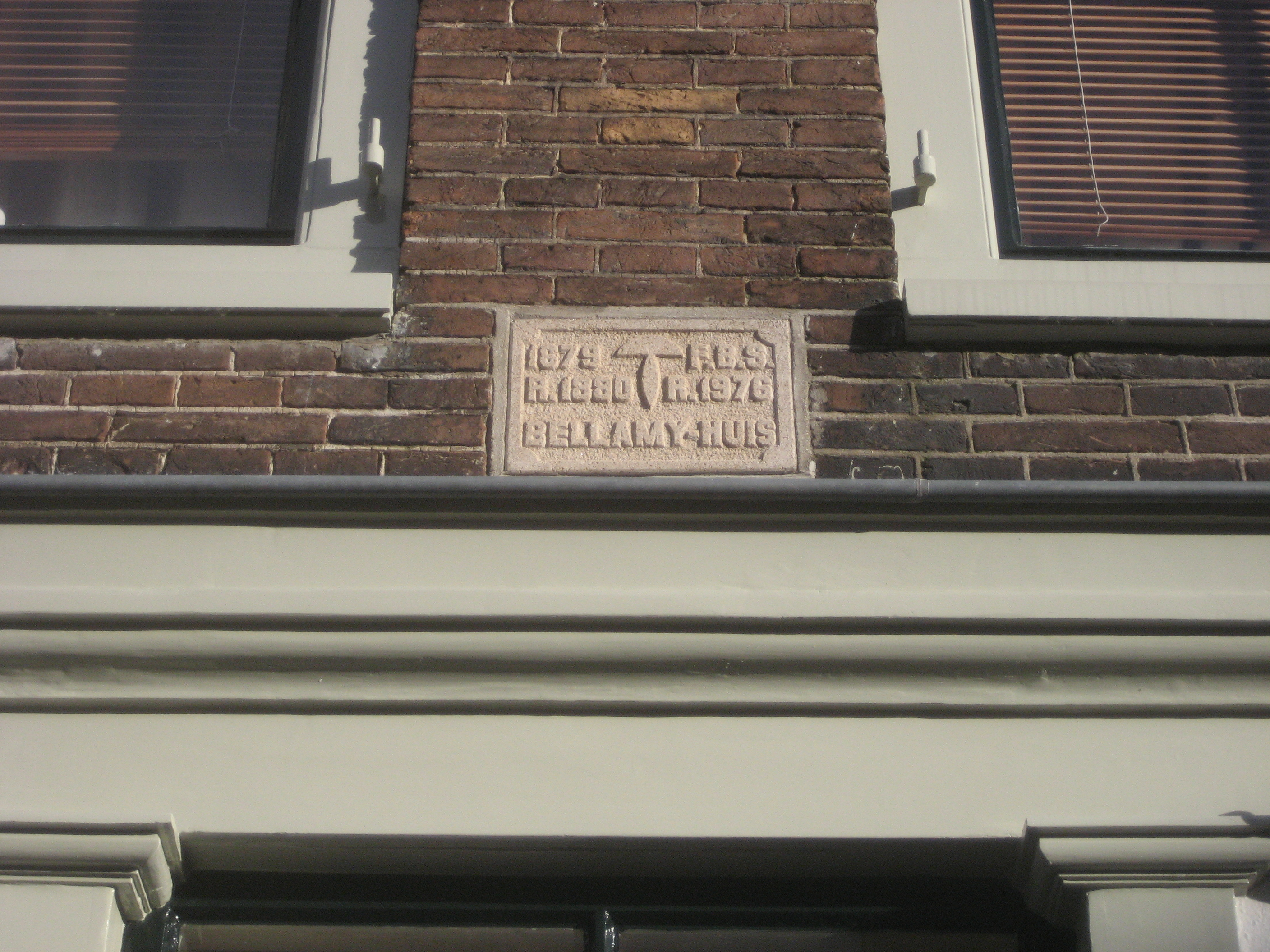
Bellamy-Huis, Utrecht

In 1784 werd Bellamy redacteur van het letterkundig tijdschrift Proeven voor het verstand, den smaak en het hart. Het tijdschrift was een initiatief van zijn vriend dominee Willem Ockerse. In de tweede uitgave van dit blad plaatste hij een aantal gedichten, waaronder zijn bekende vertelling "Roosje". In diezelfde tijd kwam hij via zijn lidmaatschap van het Utrechts dichtgenootschap Dulces ante omnia Musae in contact met dichters als Jan Hinlopen, S.F.J. Rau en Willem Carp. Hij brak met het Haagse dichtgenootschap en begon een eigen tijdschriftje De Poëtische Spectator, waarin hij zijn oude dichtgenootschap flink bekritiseerde.
In 1785 gaf hij een dichtbundel uit, zijn laatste. Hij noemt zijn dichten dan oden, in navolging van Kleyn, maar ging en wilde verder dan Kleyn gaan in het afschaffen van dichtwetten en -regels. Zover kwam het niet, want in 1786 stierf Bellamy. Hij werd begraven in de Nicolaïkerk (Utrecht).

## Vernoemingen

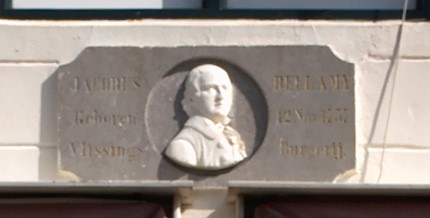
Gevelsteen voor Bellamy in Vlissingen

In diverse plaatsen is zijn naam terug te vinden, onder andere bij het Bellamypark in Vlissingen en het Bellamyplein en de Bellamystraat in bijvoorbeeld Amsterdam, Haarlem en Utrecht.

## Publicaties
- Gezangen mijner jeugd[a] (1782)
- Vaderlandsche gezangen, van Zelandus[b] (1782-1783)
- Vervolg der vaderlandsche gezangen van Zelandus[c] (1783)
- Leerrede voor het volk van Nederland, naar Nehemia IV. vs. 14-17[d] (1784)
- Proeven voor het verstand, den smaak en het hart, door eenige Nederlanders[e]. Auteurs: Jacobus Bellamy, Will. Antony Ockerse, Sebaldus Fulco Joh. Rau, e.a (1784-1794)
- De poëtische spectator[f] (1784-1786)
- Gezangen[g] (1785)
- Röschen, eine poetische Erzählung[h]. Vert. van: Roosje. - Eerst verschenen in Proeven voor het verstand, den smaak en het hart, door eenige Nederlanders - 1791 (1834)
- Gedichten[i] (1838)
- Twee nagelaaten leerredenen[j] (1838)